# Litsea szemaois
Litsea szemaois là loài thực vật có hoa trong họ Nguyệt quế. Loài này được (H. Liu) J. Li & H.W. Li mô tả khoa học đầu tiên năm 2006.